# Куликов, Николай Александрович
Никола́й Алекса́ндрович Кулико́в (25 декабря 1910, Морки, Царевококшайский уезд, Казанская губерния, Российская империя — 13 января 1961, Йошкар-Ола, Марийская АССР, РСФСР, СССР) — советский педагог. Заслуженный учитель школы Марийской АССР (1951). Кавалер ордена Ленина (1951). Участник Великой Отечественной войны. Член ВКП(б) с 1940 года.

## Биография
Родился 25 декабря 1910 в п. Морки Царевококшайского уезда Казанской губернии в русской крестьянской семье.
В 1933 году окончил Кировский педагогический институт. На работе в п. Сернур: преподаватель партийной школы, с 1936 года — директор средней школы.
В 1940 году вступил в ВКП(б). В январе 1941 года призван в РККА. Участник Великой Отечественной войны: в 1942 году — агитатор 512 стрелкового полка 146 стрелковой дивизии 49 армии на Западном фронте, в 1944—1945 годах — инспектор политотдела 100 стрелкового корпуса 4 ударной армии на 2 Прибалтийском фронте, майор. Дважды контужен. В наградных документах отмечается его страстное большевистское слово и личный пример — поднимал бойцов в атаку. В апреле 1946 года уволен в запас. Награждён орденами Отечественной войны II степени и Красной Звезды.
С 1946 года — директор Сернурского педагогического училища, с 1950 года  — Йошкар-Олинского педагогического училища, с 1953 года — Ежовской сельскохозяйственной школы, в 1958—1961 годах — Республиканской культпросветшколы Марийской АССР.
В 1951 году ему присвоено почётное звание «Заслуженный учитель школы Марийской АССР». Награждён орденом Ленина и медалями, а также Почётной грамотой Президиума Верховного Совета Марийской АССР. 
Скончался 13 января 1961 года в г. Йошкар-Оле. 

## Звания и награды

### Трудовые
- Заслуженный учитель школы Марийской АССР (1951)[2][3]
- Орден Ленина (1951)[2][3]
- Почётная грамота Президиума Верховного Совета Марийской АССР (1951)[2][3]

### Боевые
- Орден Отечественной войны II степени (10.08.1944)[5][8]
- Орден Красной Звезды (16.05.1943)[5][9]
- Медаль «За победу над Германией в Великой Отечественной войне 1941—1945 гг.»[5]